# Hackensack (Minnesota)
Hackensack é uma cidade localizada no estado americano de Minnesota, no Condado de Cass.

## Demografia
Segundo o censo americano de 2000, a sua população era de 285 habitantes.
Em 2006, foi estimada uma população de 293, um aumento de 8 (2.8%).

## Geografia
De acordo com o United States Census Bureau tem uma área de
1,8 km², dos quais 1,8 km² cobertos por terra e 0,0 km² cobertos por água. Hackensack localiza-se a aproximadamente 424 m acima do nível do mar.

## Localidades na vizinhança
O diagrama seguinte representa as localidades num raio de 24 km ao redor de Hackensack.